# Vermicularia radicula
Vermicularia radicula är en snäckart som först beskrevs av William Stimpson 1851.  Vermicularia radicula ingår i släktet Vermicularia och familjen tornsnäckor. Inga underarter finns listade i Catalogue of Life.